# Gran Premio di Monaco 1933
Il Gran Premio di Monaco del 1933 fu la quinta edizione del Gran Premio di Monaco, disputatosi sull'omonimo circuito cittadino il 23 aprile 1933.
Per la prima volta, in occasione di questa gara, le posizioni di partenza non furono stabilite per sorteggio, bensì in base ai tempi ottenuti in prova.
La gara fu vinta da Achille Varzi, dopo un lungo duello con Tazio Nuvolari conclusosi con un guasto all'ultimo giro sulla vettura del mantovano.

## La gara
Furono corsi 100 giri del tracciato, lungo 3180 metri, per un totale di 318 km, e 8 piloti su 18 conclusero la gara.

## Classifica finale
| Pos. | Nº | Pilota                    | Scuderia         | Auto             | Giri | Tempo/Causa del ritiro | Griglia |
| ---- | -- | ------------------------- | ---------------- | ---------------- | ---- | ---------------------- | ------- |
| 1    | 10 | Achille Varzi             | Bugatti          | Bugatti T51      | 100  | 3:27:49.4              | 1       |
| 2    | 26 | Mario Umberto Borzacchini | Scuderia Ferrari | Alfa Romeo 8C    | 100  | +2:00.0                | 3       |
| 3    | 8  | René Dreyfus              | Bugatti          | Bugatti T51      | 99   | +1 giro                | 6       |
| 4    | 16 | Louis Chiron              | Scuderia C/C     | Alfa Romeo 8C    | 97   | +3 giri                | 2       |
| 5    | 32 | Carlo Felice Trossi       | Scuderia Ferrari | Alfa Romeo 8C    | 97   | +3 giri                | 10      |
| 6    | 38 | Goffredo Zehender         | Raymond Sommer   | Maserati 8CM     | 94   | +6 giri                | 11      |
| 7    | 12 | William Grover-Williams   | Bugatti          | Bugatti T51      | 90   | +10 giri               | 14      |
| 8    | 24 | László Hartmann           | Scuderia privata | Bugatti T35B     | 86   | +14 giri               | 18      |
| Rit  | 14 | Benoît Falchetto          | Scuderia privata | Bugatti T51      | 84   | Asse posteriore        | 12      |
| Rit  | 18 | Philippe Étancelin        | Scuderia privata | Alfa Romeo 8C    | 69   | Albero di trasmissione | 5       |
| Rit  | 34 | Luigi Fagioli             | Scuderia privata | Maserati 8C 3000 | 61   | Carburatore            | 7       |
| Rit  | 6  | Earl Howe                 | Scuderia privata | Bugatti T51      | 48   | Asse posteriore        | 13      |
| Rit  | 22 | Jean-Pierre Wimille       | Scuderia privata | Alfa Romeo 8C    | 28   | Freni                  | 8       |
| Rit  | 20 | Marcel Lehoux             | Scuderia privata | Bugatti T51      | 25   | Trasmissione           | 9       |
| Rit  | 36 | Raymond Sommer            | Raymond Sommer   | Maserati 8CM     | 19   | Biella                 | 17      |
| Rit  | 4  | Henry Birkin              | Bernard Rubin    | Alfa Romeo 8C    | 17   | Differenziale          | 15      |
| Rit  | 30 | Eugenio Siena             | Scuderia Ferrari | Alfa Romeo 8C    | 7    | Frizione               | 16      |
| Np   | 2  | Rudolf Caracciola         | Scuderia C/C     | Alfa Romeo 8C    | -    | Incidente in prova     | -       |
| Sq   | 28 | Tazio Nuvolari            | Scuderia Ferrari | Alfa Romeo 8C    | 99   | +1 giro                | 4       |

## Griglia di partenza
| Prima fila   | 1 Pos.                       | 2 Pos.                       | 3 Pos.                       |
| ------------ | ---------------------------- | ---------------------------- | ---------------------------- |
|              | Varzi Bugatti 2:02           | Chiron Alfa Romeo 2:03       | Borzacchini Alfa Romeo 2:03  |
| Seconda fila | 1 Pos.                       | 2 Pos.                       | 3 Pos.                       |
|              | Nuvolari Alfa Romeo 2:04     | Étancelin Alfa Romeo 2:04    | Dreyfus Bugatti 2:05         |
| Terza fila   | 1 Pos.                       | 2 Pos.                       | 3 Pos.                       |
|              | Fagioli Maserati 2:06        | Wimille Alfa Romeo 2:06      | Lehoux Bugatti 2:07          |
| Quarta fila  | 1 Pos.                       | 2 Pos.                       | 3 Pos.                       |
|              | Trossi Alfa Romeo 2:08       | Zehender Maserati 2:08       | Falchetto Bugatti 2:09       |
| Quinta fila  | 1 Pos.                       | 2 Pos.                       | 3 Pos.                       |
|              | Howe Bugatti 2:09            | Grover-Williams Bugatti 2:11 | Birkin Alfa Romeo 2:11       |
| Sesta fila   | 1 Pos.                       | 2 Pos.                       | 3 Pos.                       |
|              | Siena Alfa Romeo senza tempo | Sommer Maserati senza tempo  | Hartmann Bugatti senza tempo |